# Saddam
Saddam (arab. صدام, Ṣaddām) – imię męskie pochodzenia arabskiego. Wywodzi się z rdzenia Ṣ-D-M, oznaczającego "przeciwstawiać się".
Imię "Szaddam" pojawia się także w serii książek science-fiction Diuna, napisanej przed dojściem Saddama Husajna do władzy w Iraku. Imię Szaddam nosi Cesarz, rządzący galaktyką. 
Znane osoby o tym imieniu:
- Saddam Husajn – były dyktator Iraku